# Референдум в Лихтенштейне (1965)
Референдум в Лихтенштейне по семейным пособиям проходил 27 июня 1965 года. Предложение было одобрено 63,4 % голосов.

## Контекст
Референдум был проведён по народной инициативе и касался увеличения размера семейных пособий. Патриотический союз представлял законопроект в парламент несколькими месяцами ранее, но партнер по коалиции Прогрессивная гражданская партия, имевшая большинство в парламенте, отклонила его 3 февраля 1965 года. После этого Патриотический союз организовал сбор подписей для вынесения вопроса на голосование.

## Результаты
| Выбор                               | Голоса | %    |
| ----------------------------------- | ------ | ---- |
| За                                  | 1 781  | 63,4 |
| Против                              | 1 030  | 36,6 |
| Недействительных/пустых бюллетеней  | 127    | -    |
| Всего                               | 2 938  | 100  |
| Зарегистрированных избирателей/Явка | 3 824  | 76,8 |
| Источник: Démocratie Directe        |        |      |